# 岩城隆永
岩城 隆永（いわき たかなが）は、江戸時代後期の大名。出羽国亀田藩9代藩主。
天保8年（1837年）6月4日、8代藩主・岩城隆喜の四男として生まれる。嘉永2年（1849年）9月11日、兄・隆興の死去により嫡男となる。嘉永3年（1850年）9月15日、江戸幕府12代将軍・徳川家慶に御目見する。嘉永5年12月28日（1853年）、従五位下・但馬守に叙位・任官する、家督相続以前に叙任されたのは、父・隆喜の城主格昇進に伴う措置であった。
嘉永7年（1854年）2月28日、隆喜の死去により家督を継いだが、安政2年（1855年）5月14日に死去した。享年19。子女がなかったため弟の隆信が跡を継いだ。

## 系譜
父母
- 岩城隆喜（父）
- 千勢、恵鏡院（母） - 側室

正室
- 和喜子 - 戸沢正実の娘

養子
- 岩城隆信 - 隆喜の五男